# Byn (Krokoms och Östersunds kommuner)
Byn är ett bostadsområde i tätorten Östersund belägen i både Krokoms kommun (Ås distrikt) och Östersunds kommun (Östersunds distrikt). Byn delas av järnväg och tillfartsvägar i delarna Byskogen och Bystranden. SCB klassade bebyggelsen i Byn som en småort år 1990, därefter har den växt samman med Östersunds tätort.